# 西ノ口駅
西ノ口駅（にしのくちえき）は、愛知県常滑市住吉町にある名鉄常滑線の駅である。駅番号はTA18。一部の急行は当駅に特別停車し、ミュースカイや特急、快急の通過待ちをする。

## 歴史
- 1913年（大正2年）3月29日 - 愛知電気鉄道が大野町駅 - 常滑駅間開通と同時に開業。
- 1935年（昭和10年）8月1日 - 名岐鉄道への合併により名古屋鉄道が発足したため、同社の駅となる。
- 1944年（昭和19年） - 休止[2]。
- 1946年（昭和21年）9月15日 - 復活。このときより無人駅である[2]。
- 2004年（平成16年）12月15日 - 移転、6両対応相対式2面2線ホームから8両対応島式2面4線ホームへ。また駅集中管理システムと、改札口にトランパスを導入（2005年1月15日から）。移転に伴う営業キロ改定は2005年1月29日実施。
- 2011年（平成23年）2月11日 - ICカード乗車券「manaca」供用開始。
- 2012年（平成24年）2月29日 - トランパス供用終了。
- 2024年3月16日  - 同日に施行された運賃改定により、2004年の駅移転以来設定されていた特定運賃が廃止され、営業キロに基づく通常の運賃となる[3]。

## 駅構造
8両編成対応の島式2面4線ホームの橋上駅で無人駅。駅集中管理システム（管理駅は常滑駅）が導入されている。エレベーター、エスカレーターはない。橋上駅化当初は常滑線・空港線の駅では当駅が唯一トイレのない駅であったが、後に設置された。
空港線開業に伴い、輸送力増強に向けて待避線と留置線を有する現在の駅舎になった。それまで常滑線太田川駅 - 常滑駅間には待避線のある駅がなかった。また太田川駅 - 常滑駅間では新舞子駅とともに8両対応ホームを有する数少ない駅である（下り線は当駅のみ8両対応）。日中留置線にはミュースカイが1編成留置されている。
なお、朝に2本（5時11分と5時35分）、この駅始発の中部国際空港行きの普通列車がある。いずれも名古屋方面の待避線である4番線から発車する。このうち5時11分発は名鉄全線で最も早く発車する列車である（常滑駅から来た回送が当駅から折り返して営業運行に入る）。また、平日朝のみ常滑方面へ向かう急行2本が待避を行うため、特別停車を行う。また、昼間は普通列車が上下線ほぼ同時刻に
ミュースカイの待避を行う。
4番線ホームは留置線に入る列車への支障を減らすため不自然に削られている。
| 番線 | 路線      | 方向 | 行先                         | 備考   |
| ---- | --------- | ---- | ---------------------------- | ------ |
| 1    | TA 常滑線 | 下り | 中部国際空港方面             | 待避線 |
| 2    | TA 常滑線 | 下り | 中部国際空港方面             | 本線   |
| 3    | TA 常滑線 | 上り | 太田川・金山・名鉄名古屋方面 | 本線   |
| 4    | TA 常滑線 | 上り | 太田川・金山・名鉄名古屋方面 | 待避線 |

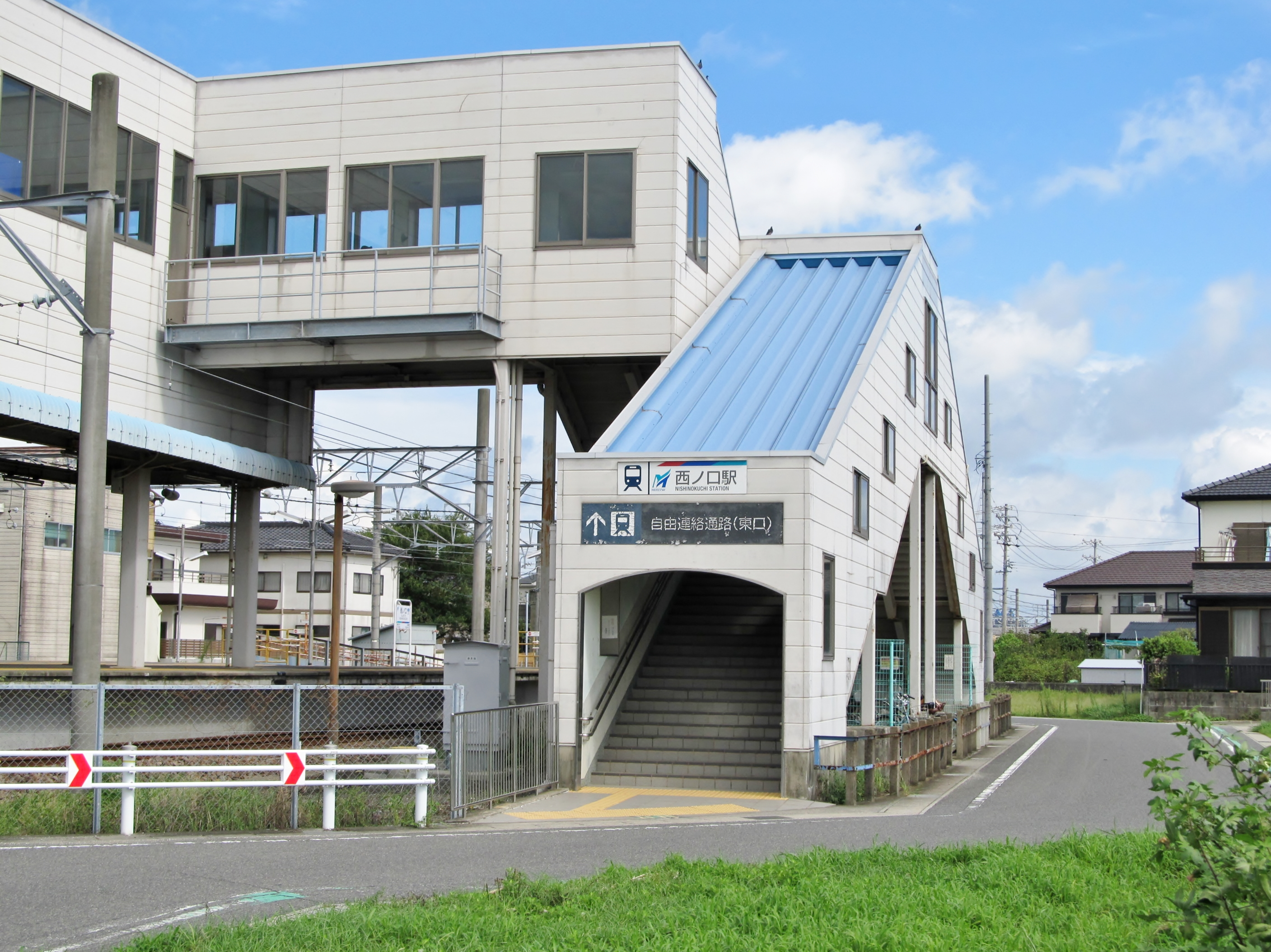
東口
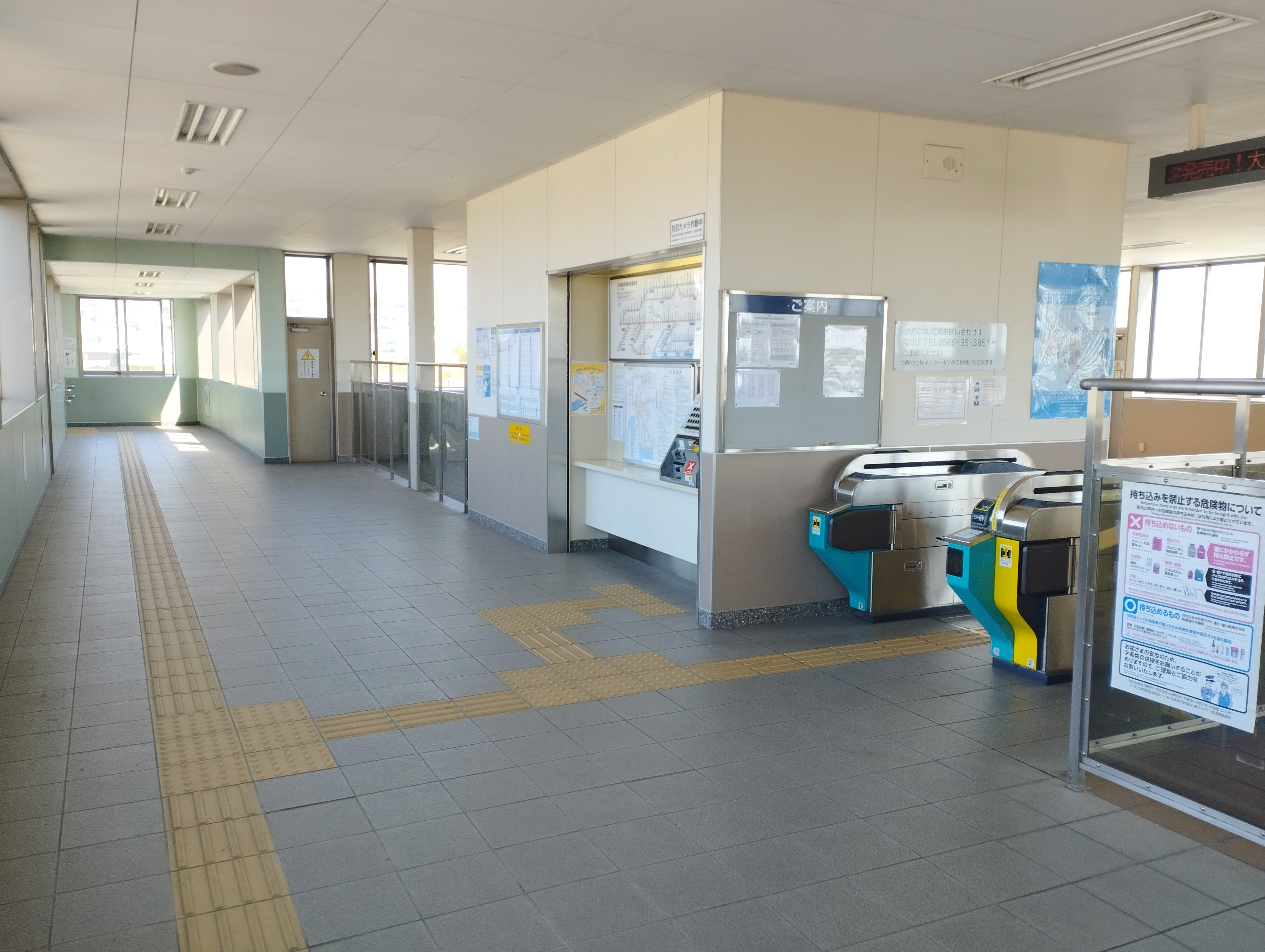
改札口
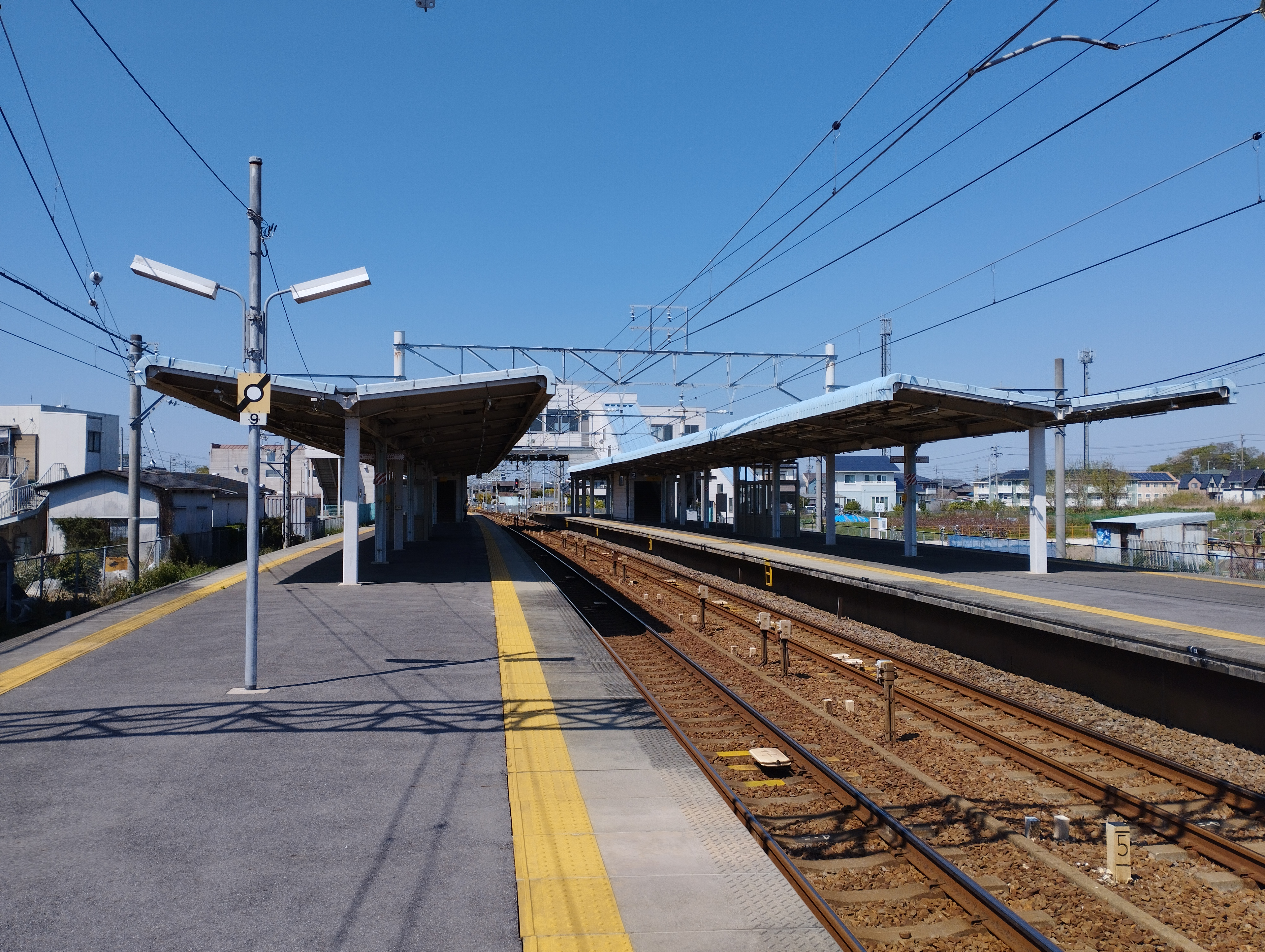
ホーム
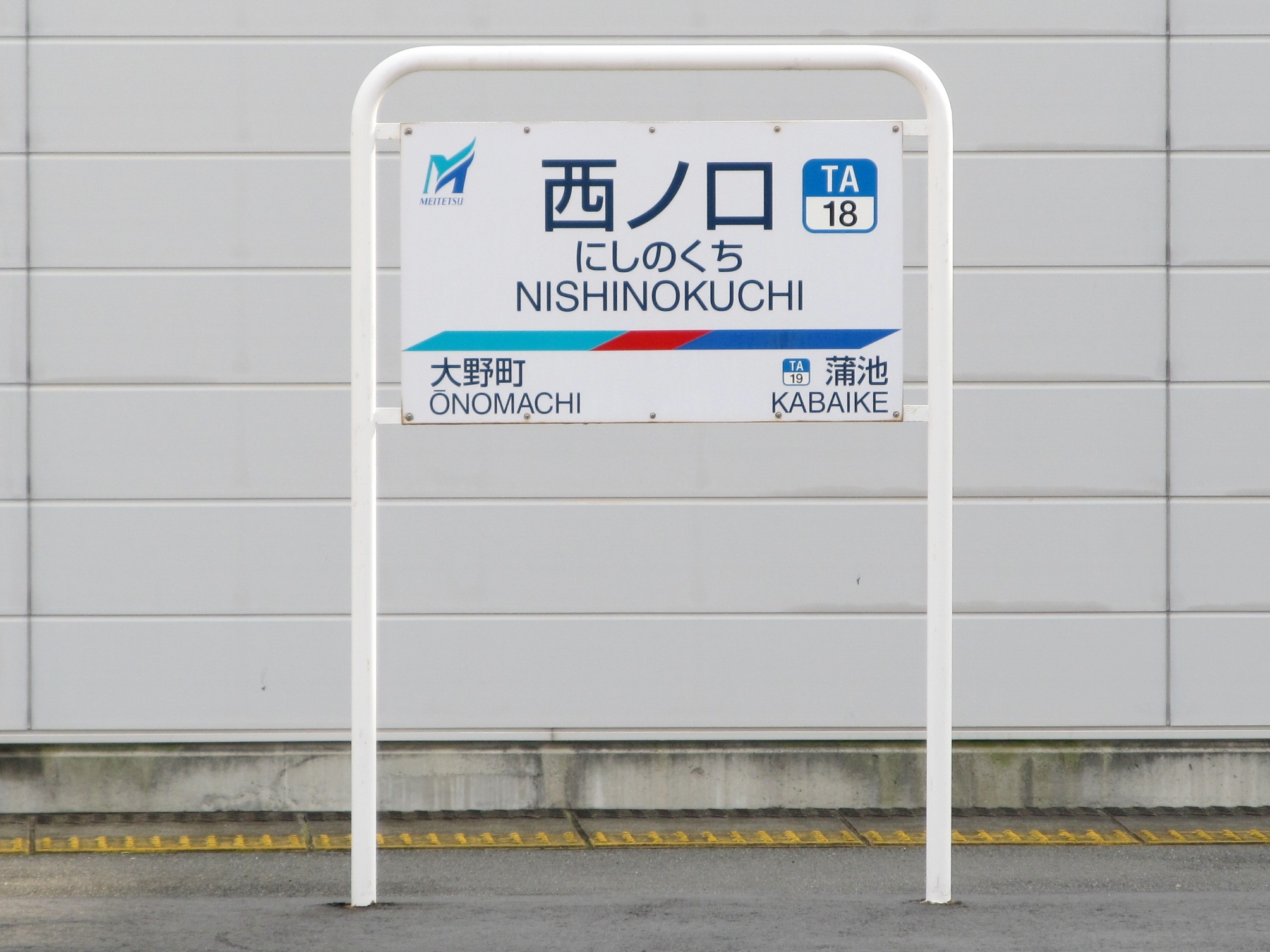
駅名標

### 配線図
| ← 太田川・ 名古屋方面 | 西ノ口駅 構内配線略図 | → 常滑・ 中部国際空港方面 |
| 凡例 出典:            |                       |                           |

## 利用状況
- 『名鉄120年:近20年のあゆみ』によると2013年度当時の1日平均乗降人員は787人であり、この値は名鉄全駅（275駅）中244位、常滑線・空港線・築港線（26駅）中24位であった[7]。
- 『名古屋鉄道百年史』によると1992年度当時の1日平均乗降人員は711人であり、この値は岐阜市内線均一運賃区間内各駅（岐阜市内線・田神線・美濃町線徹明町駅 - 琴塚駅間）を除く名鉄全駅（342駅）中253位、常滑線・築港線（24駅）中21位であった[8]。

「とこなめの統計」によると、当駅の一日平均乗降客数は以下の通り推移している。
| 年度               | 1日平均 乗降人員 |
| ------------------ | ---------------- |
| 2002年（平成14年） | 511              |
| 2003年（平成15年） | 493              |
| 2004年（平成16年） | 483              |
| 2005年（平成17年） | 511              |
| 2006年（平成18年） | 563              |
| 2007年（平成19年） | 658              |
| 2008年（平成20年） | 719              |
| 2009年（平成21年） | 726              |
| 2010年（平成22年） | 726              |
| 2011年（平成23年） | 715              |
| 2012年（平成24年） | 741              |
| 2013年（平成25年） | 787              |
| 2014年（平成26年） | 743              |
| 2015年（平成27年） | 791              |
| 2016年（平成28年） | 859              |

常滑線・空港線では、日長駅に次いで2番目に少ない。

## 駅周辺
近年は駅東側の国道155号・247号の周辺で住宅地の開発も行われている。
- 大野城址
- 常滑市立鬼崎北小学校
- ヤマナカ常滑青海店

## 隣の駅
名古屋鉄道
TA 常滑線
□ミュースカイ・■特急・□快速急行・■急行・■準急
通過
■急行（平日朝下り2本のみ停車）
大野町駅 (TA17) - 西ノ口駅 (TA18) - （一部蒲池駅 (TA19)） - 常滑駅 (TA22)
■普通
大野町駅 (TA17) - 西ノ口駅 (TA18) - 蒲池駅 (TA19)